# シャリヤ (ロシア)
座標: 北緯58度22分 東経45度31分 / 北緯58.367度 東経45.517度

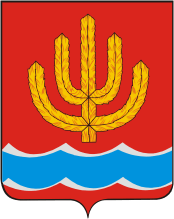
シャリヤの紋章

シャリヤ（ロシア語: Шарья́、ラテン文字表記の例: Sharya）は、ロシア西部のコストロマ州にある町。人口は2万439人（2021年）。州都コストロマから北東へ330キロメートル。ヤロスラヴリからはガーリチを経てキーロフへ向かうシベリア鉄道本線が通る。モスクワからシャリヤ駅までは701キロメートル。ヴォルガ川の左支流ヴェトルガ川の左岸にある。

## 歴史

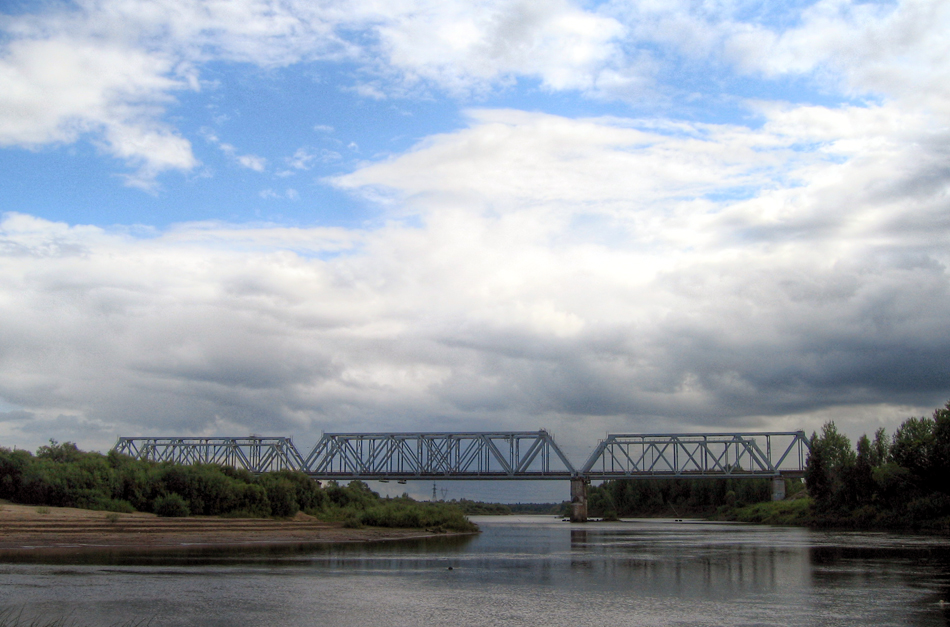
シャリヤでヴェトルガ川を渡る鉄道橋

シャリヤを通る鉄道は、サンクトペテルブルクからヴォログダを経てヴャトカ（現在のキーロフ）に至る鉄道である。この路線は1906年に開通し、シベリア鉄道に向かう列車が通る路線にもなった。この時に開通したシャリヤ駅は近くを流れる川の名前からきている。
駅とともに生まれた集落は、1938年11月27日には市の地位を得ている。

## 文化
シャリヤはコストロマ州東部の文化の中心であり、高等教育機関の分校が集まっている。またソ連崩壊後は聖堂なども再建された。

## 経済
シャリヤ周辺は林業が盛んで、製材業や家具製造業などが集まる。鉄道の大きな車庫もあり、鉄道関連工業も立地する。その他、建材業や食品工業（ミネラルウォーターのびん詰など）もある。

## 姉妹都市
- グレートフォールズ、アメリカ合衆国